# Nicolas Alnoudji
Nicolas Alnoudji (ur. 9 grudnia 1979 w Garoui) – kameruński piłkarz, występuje na pozycji defensywnego pomocnika.

## Kariera klubowa
Swoją karierę zaczynał w Coton Sport FC de Garoua. Następnie przeniósł się na jeden sezon do Tonnerre Yaoundé. Później wyjechał z kraju, aż do Turcji, a jego nową drużyną został Çaykur Rizespor. Spotkał tam swojego rodaka – Souleymanou Hamidou, późniejszego kolegę z reprezentacji Kamerunu. W Rizesporze grał przez dwa sezony i rozegrał 37 meczów. Wypatrzyli go stamtąd działacze Bastii, więc Alnoudji zmienił barwy klubowe. W Ligue 1 debiutował w 3 kolejce, 17 sierpnia 2002. Bastia mierzyła się w tej kolejce z AS Monaco i wygrała 1:0. Kameruńczyk pojawił się na boisku dopiero w 89 minucie. Łącznie w barwach Bastii rozegrał 12 meczów (1 żółta kartka). W latach 2003–2004 grał w Coton Sporcie. Jego następnym klubem był belgijski RAEC Mons z którym spadł z ligi, zajmując ostatnią pozycje w tabeli. Od sezonu 2005/2006 do stycznia 2007 bronił barw SC Olhanense. W zimowym oknie transferowym sezonu 2006/2007 zmienił barwy i przeszedł do US Creteil. Następnie grał w Pandurii Târgu Jiu, JS Saint-Pierroise, ponownie w Coton Sporcie, Gudja United i Bamboutos FC, w którym w 2014 roku zakończył karierę.

## Kariera reprezentacyjna
W reprezentacji debiutował 31 maja 1998 podczas meczu z Luksemburgiem. Ma za sobą udział w Pucharze Konfederacji 2001, na którym Kamerun nie wyszedł z grupy, zajmując dopiero 3. miejsce. Uczestniczył w Pucharze Narodów Afryki w 2002 roku, kiedy to „Nieposkromione Lwy” wygrały w finale z Senegalem 3:2 w rzutach karnych. Był na Mistrzostwach Świata 2002, jednak nie zagrał na nich ani minuty, a Kameruńczycy nie zdołali wyjść z grupy. W 2000 roku grał na Igrzyskach Olimpijskich w Sydney, kiedy to reprezentacja Kamerunu pokonała Hiszpanię 5:3 w karnych (2:2 w regulaminowym czasie). Warto dodać, że piłkarze z Afryki przegrywali 2:0 i musieli odrabiać straty, co im się udało. Głównie dzięki dobrym występom podczas tych Igrzysk, piłkarzowi udało się załapać do kadry jadącej na Mistrzostwa Świata. Od 2000 do 2002 rozegrał w kadrze narodowej 17 meczów.

## Kariera w liczbach
| Sezon   | Klub                     | Kraj       | Flaga      | Rozgrywki                             | Mecze | Bramki |
| ------- | ------------------------ | ---------- | ---------- | ------------------------------------- | ----- | ------ |
| 1999    | Coton Sport FC de Garoua | Kamerun    | Kamerun    | Première Division                     | ?     | ?      |
| 2000    | Tonnerre Jaunde          | Kamerun    | Kamerun    | Première Division                     | ?     | ?      |
| 2000/01 | Çaykur Rizespor          | Turcja     | Turcja     | Süper Lig                             | 18    | 0      |
| 2001/02 | Çaykur Rizespor          | Turcja     | Turcja     | Süper Lig                             | 19    | 0      |
| 2002/03 | SC Bastia                | Francja    | Francja    | Ligue 1                               | 12    | 0      |
| 2003    | Coton Sport FC de Garoua | Kamerun    | Kamerun    | Première Division                     | ?     | ?      |
| 2004    | Coton Sport FC de Garoua | Kamerun    | Kamerun    | Première Division                     | ?     | ?      |
| 2004/05 | RAEC Mons                | Belgia     | Belgia     | Eerste Klasse                         | 0     | 0      |
| 2005/06 | SC Olhanense             | Portugalia | Portugalia | Segunda Liga                          | 26    | 0      |
| 2006/07 | SC Olhanense             | Portugalia | Portugalia | Segunda Liga                          | 10    | 0      |
| 2006/07 | US Creteil               | Francja    | Francja    | Ligue 2                               | 5     | 0      |
| 2007/08 | US Creteil               | Francja    | Francja    | Ligue 2                               | 19    | 0      |
| 2008/09 | Pandurii Târgu Jiu       | Rumunia    | Rumunia    | Liga I                                | 0     | 0      |
| 2009    | JS Saint-Pierroise       | Reunion    | Reunion    | Championnat de La Réunion de football | ?     | ?      |
| 2010    | JS Saint-Pierroise       | Reunion    | Reunion    | Championnat de La Réunion de football | ?     | ?      |
| 2010/11 | Coton Sport FC de Garoua | Kamerun    | Kamerun    | Première Division                     | ?     | ?      |
| 2011/12 | Coton Sport FC de Garoua | Kamerun    | Kamerun    | Première Division                     | ?     | ?      |
| 2012/13 | Gudja United             | Malta      | Malta      | Maltese First Division                | ?     | ?      |
| 2013    | Bamboutos FC             | Kamerun    | Kamerun    | III liga                              | ?     | ?      |
| 2014    | Bamboutos FC             | Kamerun    | Kamerun    | Première Division                     | ?     | ?      |